# 12125 Джеймсджонс
12125 Джеймсджонс (12125 Jamesjones) — астероїд головного поясу, відкритий 3 вересня 1999 року.
Тіссеранів параметр щодо Юпітера — 3,192.